# Lada Aura
Der Lada Aura ist eine Limousine der unteren Mittelklasse des russischen Automobilherstellers AwtoWAS.

## Modellgeschichte
In Folge des russischen Überfalls auf die Ukraine 2022 zogen sich viele westliche Automobilhersteller vom russischen Markt zurück. Bis dahin war bei Beamten der russischen Föderation insbesondere der Toyota Camry beliebt. Um diesen Kunden eine Alternative zu bieten, entwickelte AwtoWAS auf Basis des Lada Vesta mit dem Aura eine knapp 4,70 Meter lange Limousine. Sie hat eine vergleichsweise umfangreiche Ausstattung; beispielsweise ist im Gegensatz zum Vesta eine Lederausstattung und eine bessere Geräuschdämmung verbaut. Auch als Taxi soll das Fahrzeug in Russland zum Einsatz kommen. Vorgestellt wurde der Wagen im Juni 2023. Die Serienproduktion begann im Oktober 2024 in Toljatti. Ende November 2024 kam der Aura in zwei Ausstattungsvarianten auf den Markt, wobei er vorerst nur in Moskau und Sankt Petersburg erhältlich ist.

## Technische Daten
Angetrieben wird das Fahrzeug ausschließlich von einem 1,8-Liter-Ottomotor mit 90 kW (122 PS). Es hat Vorderradantrieb und ein stufenloses Getriebe. Aus dem Stand soll die 1,4 Tonnen schwere Limousine in 12,5 Sekunden auf 100 km/h beschleunigen. Die Höchstgeschwindigkeit wird mit 175 km/h angegeben.
|                                             | 1.8                                   |
| Bauzeitraum                                 | seit 10/2024                          |
| Motorkenndaten                              |                                       |
| Motortyp                                    | Ottomotor mit vier Zylindern in Reihe |
| Hubraum                                     | 1774 cm³                              |
| Verdichtungsverhältnis                      | 10,5 : 1                              |
| max. Leistung                               | 90 kW (122 PS) bei 5900 min−1         |
| max. Drehmoment                             | 170 Nm bei 3700 min−1                 |
| Kraftübertragung                            |                                       |
| Antrieb                                     | Vorderradantrieb                      |
| Getriebe                                    | Stufenloses Getriebe                  |
| Messwerte                                   |                                       |
| Leergewicht                                 | 1400 kg                               |
| Höchstgeschwindigkeit                       | 175 km/h                              |
| Beschleunigung, 0–100 km/h                  | 12,5 s                                |
| Kraftstoffverbrauch auf 100 km (kombiniert) | 7,8 l Super                           |
| Tankinhalt                                  | 55 l                                  |